# ソフィア・コッポラ
ソフィア・コッポラ（英語: Sofia Carmina Coppola、1971年5月14日 - ）は、アメリカ合衆国の映画監督、プロデューサー、脚本家、女優、ファッションデザイナー。2003年公開の『ロスト・イン・トランスレーション』でアカデミー脚本賞を受賞した。

## 来歴

### 生い立ち
ニューヨーク州ニューヨーク市出身。映画一家に生まれ育つ。父親は、映画監督のフランシス・フォード・コッポラ。母親はセットデザイナーで後に監督デビューもするエレノア・ニール。祖父は音楽家のカーマイン・コッポラ。俳優のニコラス・ケイジ、ジェイソン・シュワルツマンは従兄弟に、女優のタリア・シャイアは叔母にあたる。兄弟にロマン・コッポラ、ジャン＝カルロ・コッポラがいる。
カリフォルニア芸術大学で学んでいたが中退し、1995年に幼少時代からの友人であるステファニー・ハイマンをパートナーにファッション・レーベル『ミルクフェド』をスタートさせた。

### 俳優業
映画『ゴッドファーザー』では、洗礼を受ける男の子として乳児期に出演している。『ゴッドファーザーPart III』では体調不良で降板したウィノナ・ライダーに代わり、主人公マイケルの娘を演じた結果、第11回ゴールデンラズベリー賞で最低助演女優賞と最低新人賞を受賞した。
ティム・バートンが初期に監督した短編映画『フランケンウィニー』には端役で出演している。

### 脚本業
『ニューヨーク・ストーリー』の父コッポラのパートで共同脚本を担当。

### 監督業
1998年に短編映画『リック・ザ・スター』を監督。翌1999年『ヴァージン・スーサイズ』で長編デビューし注目を集める。2003年『ロスト・イン・トランスレーション』でアカデミー脚本賞やゴールデングローブ賞 脚本賞、セザール賞外国映画賞などを受賞し評価を高める。2010年『SOMEWHERE』で第67回ヴェネツィア国際映画祭の金獅子賞を受賞した。
ガーリー・カルチャーを語る上で欠かせない存在であり女性ファンも多い。映画のサウンドトラックが好評で、音楽的なセンスの評価も高い。『ロスト・イン・トランスレーション』ではマイ・ブラッディ・ヴァレンタインを取り上げたことでも知られる。マイ・ブラッディ・ヴァレンタインのボーカルのケヴィン・シールズやソニック・ユースとは個人的な親交がある。また、ケミカル・ブラザーズ、ビースティ・ボーイズらのミュージック・ビデオに出演、ホワイト・ストライプスのミュージックビデオの監督も務め、デビュー当時無名だったザ・レディオ・デプトを見出すなどしている。

### 私生活
映画監督のスパイク・ジョーンズと1999年に結婚したが、2003年に離婚。クエンティン・タランティーノとの交際を経て、フェニックスのボーカリストであるトーマス・マーズと交際。2006年11月28日に女児（ロミー）を、2010年6月25日に女児（コジマ）を出産。2011年8月27日、イタリア南部の町ベルナルダ（コッポラ家のルーツの地）でマーズとの結婚式を挙げた。マーズはエールが音楽を担当したソフィアの初監督作品「ヴァージン・スーサイズ」の楽曲制作に参加していた。
映画界ではアレクサンダー・ペイン、ポール・トーマス・アンダーソン、ウェス・アンダーソン、ゾーイ・カサヴェテスら同世代のクリエイターたちと親交がある。

## 作品
| 年   | 題名                                                 | 備考                                          |
| ---- | ---------------------------------------------------- | --------------------------------------------- |
| 1999 | ヴァージン・スーサイズ The Virgin Suicides           | 監督・脚本                                    |
| 2003 | ロスト・イン・トランスレーション Lost in Translation | 監督・脚本・製作                              |
| 2006 | マリー・アントワネット Marie-Antoinette              | 監督・脚本・製作                              |
| 2010 | SOMEWHERE Somewhere                                  | 監督・脚本・製作                              |
| 2013 | ブリングリング The Bling Ring                        | 監督・脚本・製作                              |
| 2015 | ビル・マーレイ・クリスマス A Very Murray Christmas   | 監督・脚本・製作総指揮                        |
| 2017 | The Beguiled/ビガイルド 欲望のめざめ The Beguiled    | 『白い肌の異常な夜』リメイク 監督・脚色・製作 |
| 2020 | オン・ザ・ロック On the Rocks                        | 監督・脚本・製作                              |
| 2024 | プリシラ Pricilla                                    | 監督・脚本・製作                              |

### 出演のみ
- ゴッドファーザー The Godfather （1972年）
- ゴッドファーザーPARTII The Godfather Part II （1974年）
- フランケンウィニー Frankenweenie （1982年）
- アウトサイダー The Outsiders （1983年）
- ランブルフィッシュ Rumble Fish （1983年）
- ペギー・スーの結婚 Peggy Sue Got Married （1986年）
- フェアリーテール・シアター Faerie Tale Theatre（1987年） ※テレビドラマ
- ゴッドファーザーPARTIII The Godfather Part III （1990年）
- スター・ウォーズ エピソード1/ファントム・メナス Star Wars Episode I: The Phantom Menace （1999年）
- CQ CQ （2001年）

### ミュージック・ビデオ
- ウォルト・ミンク（英語版）「Shine」（1993年）
- ザ・フレーミング・リップス「This Here Giraffe」（1996年）
- エール「Playground Love」（2000年）
- ケヴィン・シールズ「City Girl」（2003年）
- ザ・ホワイト・ストライプス「I Just Don't Know What to Do with Myself」The White Stripes（2003年）
- フェニックス「Chloroform」（2013年）
- ロミー・マーズ（英語版）「A-Lister」（2025年）